# Jürgen Lehnert
Jürgen Lehnert (ur. 2 listopada 1954 w Magdeburgu) – niemiecki kajakarz. Brązowy medalista olimpijski z Montrealu.
Reprezentował Niemiecką Republiką Demokratyczną. Zawody w 1976 były jego jedynymi igrzyskami olimpijskimi. Medal zdobył w kajakowej czwórce na dystansie 1000 metrów, w osadzie płynęli również Frank-Peter Bischof, Bernd Duvigneau i Rüdiger Helm. Na mistrzostwach świata zdobył dwa medale, zwyciężając w 1974 w kajakowej czwórce na dystansie 1000 metrów, rok wcześniej zajmując w tej konkurencji trzecie miejsce.